# Kåre Magnus Bergh

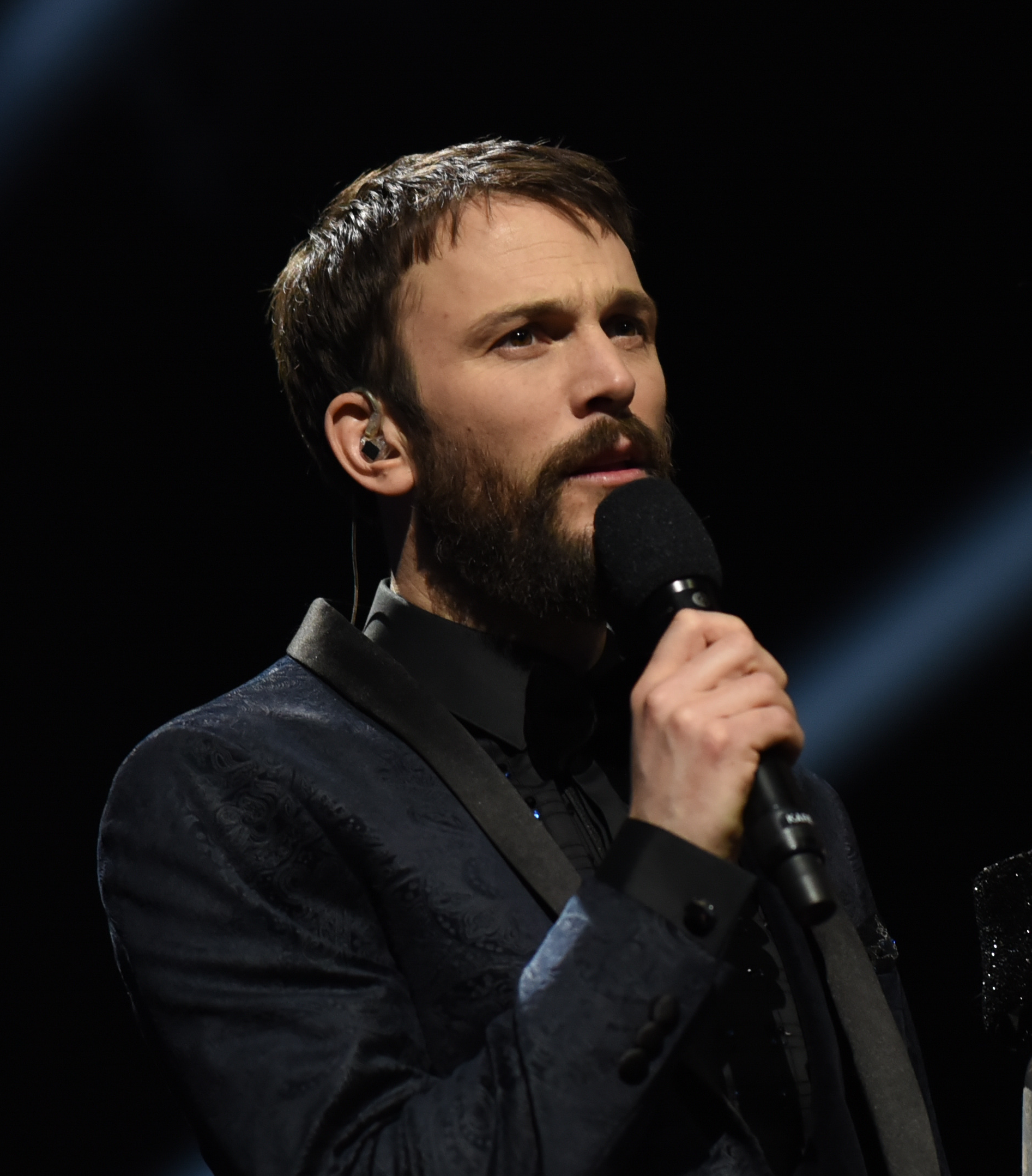
Kåre Magnus Bergh, 2018

Kåre Magnus Bergh (* 1978 in Hamar) ist ein norwegischer Moderator und bildender Künstler. Er moderierte unter anderem neun Ausgaben des Melodi Grand Prix und ab 2012 elf Staffeln der Musikshow Stjernekamp.

## Leben
Bergh stammt aus Hamar und er besuchte zwischen 1999 und 2000 die Strykejernet kunstskole in Oslo. Er studierte von 2000 bis 2004 an der Kunstakademie in Bergen und von 2003 bis 2004 an der Staatlichen Hochschule für Bildende Künste in Frankfurt am Main. Als Künstler begann er anschließend vor allem im Bereich der Malerei tätig zu werden, im Jahr 2005 hatte Bergh seine erste eigene Ausstellung. In den Jahren 2005 bis 2007 moderierte er die norwegische Castingshow Idol beim Fernsehsender TV 2. Als er dort als neuer Moderator vorgestellt wurde, hatte er noch keine Erfahrungen mit TV-Produktionen vorzuweisen. Beim damals neu gegründeten Rockradiosender P4 Bandit begann er im November 2006 als Moderator zu arbeiten.
Im Jahr 2009 moderierte Kåre Magnus Bergh den Kinder-Musikwettbewerb Melodi Grand Prix Junior. Mit Ingrid Gjessing Linhave leitete er im Jahr 2010 die Sendung erneut. Mit Linhave war er unter anderem auch für die Programme Kvelden før kvelden und Big Bang als Moderator im Einsatz. Auch für das Radio waren die beiden als Moderationsduo tätig, so leiteten sie gemeinsam die Sendungen Kveldsstell und Nitimen. Bei der im Herbst 2012 ausgestrahlten ersten Staffel der Musiksendung Stjernekamp übernahm Bergh alleine die Moderation. Er setzte auch in den Staffeln der folgenden Jahre seine dortige Tätigkeit fort. Im Januar 2025 gab er nach elf Staffeln seinen Abschied von Stjernekamp bekannt. Des Weiteren führte er durch einzelne Folgen der Sendung Sommeråpent in den Jahren 2013, 2015 und 2016.
Ab 2015 moderierte Bergh in neun Jahren in Folge den norwegischen Vorentscheid für den Eurovision Song Contest, den Melodi Grand Prix. Beim MGP 2015 und MGP 2016 führte er gemeinsam mit Silya Nymoen durch die Sendung. Den Melodi Grand Prix 2017 moderierte Bergh gemeinsam mit Line Elvsåshagen. Nachdem er 2018 wieder mit Nymoen zusammengearbeitet hatte, war er in der 2019er-Ausgabe gemeinsam mit Heidi Ruud Ellingsen im Einsatz. Beim Melodi Grand Prix 2020 war Bergh Teil der Moderationstrios bestehend aus ihm, Ingrid Gjessing Linhave und Ronny Brede Aase. Das Trio moderierte auch den MGP 2021. Auch beim MGP 2022 war Bergh wieder als Moderator tätig.
Neben seiner Arbeit als Moderator arbeitet Bergh weiter als Künstler.